# Paulo Dybala
Paulo Bruno Exequiel Dybala (nascut el 15 de novembre de 1993) és un futbolista argentí que juga com a davanter per al club italià A.S. Roma i la selecció de futbol de l'Argentina.

## Carrera
Als deu anys va recalar a Instituto Atlético Central Córdoba, on no va trigar a consolidar-se com una de les promeses de la institució. A quinze anys va morir el seu pare i Paulo va decidir marxar definitivament a la ciutat de Córdoba a viure i dedicar-se totalment a la seva carrera futbolística. És així com el jugador va residir a la pensió del Club, situada a "La Agustina".
Dybala va començar a ser tingut en compte al planter la temporada 2011-12. Instituto, que en aquells dies era dirigit per Darío Franco, es trobava a la Primera B Nacional i lluitava per l'ascens. Aquella mateixa temporada, River Plate havia descendit a la segona divisió, per la qual cosa la categoria tindria una cobertura mai abans vista. Paulo va conformar l'equip.
Va fer el seu debut oficial en la victòria 2: 0 que el seu equip va aconseguir contra Huracán el 12 d'agost de 2011 en el primer partit del torneig de la Primera B Nacional, jugant de titular i sent reemplaçat al minut 71.
Estadísticament (a només set mesos des del seu debut) Dybala va superar diversos rècords institucionals. És l'únic jugador del club en marcar 2 triplets en la mateixa temporada per tornejos de l'AFA, sent també el golejador més jove de la institució en tornejos oficials (amb disset anys va superar la marca que ostentava Mario Kempes des del 1972, que aconseguí als divuit), a més d'anotar consecutivament en sis partits, ja que la màxima sèrie golejadora era de quatre consecutius. A més, es va fer creditor del mil·lèsim gol d'Instituto en la categoria.
Amb Dybala a les seves files, Instituto va aconseguir la millor campanya de la seva història a la Primera B Nacional, sumant setanta punts i mantenint dinou partits invictes, aconseguint el primer lloc en la taula de posicions durant més de vint jornades. El club va arribar primer a les últimes dates, però una derrota els va deixar en la tercera posició i van haver de jugar la promoció contra San Lorenzo, la qual van perdre, deixant-los en Primera B Nacional.
Després d'haver-se destacat en la Primera B Nacional, sent una de les figures i el millor jugador del seu equip, va fer que molts clubs s'interessessin en ell, però finalment el Palerm va pagar 12 milions quedant-se amb el jugador per disputar la Temporada 2012 / 13 de la Sèrie A d'Itàlia.
Va debutar de manera oficial amb la samarreta del Palerm el 2 de setembre amb la caiguda del seu equip 3 a 0 davant laLazio, va entrar als 58 minuts. L'11 de novembre aconsegueix els seus dos primers gols amb el Palerm. El Palerm descendeix de categoria a la Sèrie B d'Itàlia.
El diumenge 4 de maig de 2014, l'equip sicilià torna a la primera divisió de Itàlia en derrotar a Novara per un punt a zero. Paulo, Juntament amb l'ex Belgrano Franco Vazquez, van ser claus per a l'ascens que es va donar amb 5 jornades d'anticipació. Aquesta temporada, la joia va finalitzar amb 5 gols en 27 partits disputats en la Sèrie B.
El 2 de novembre tindria una de les actuacions més destacades de Dybala en la temporada va ser quan va aconseguir marcar el seu tercer gol contra l'AC Milan, en un partit en el qual Paulo va ser la gran figura, sen el mal son de la defensa del Milan, arribant al gol per superar amb una tremenda potència al defensor Colombià Cristian Zapata.
Després d'un excel·lent meitat del torneig amb gols i assistències, Paulo Dybala tindria en carpeta equips molt grans d'Europa entre ells l'Arsenal FC d'Anglaterra i el Borussia Dortmund d'Alemanya, el davanter cordovès Paulo Dybala va ser seleccionat en l'equip ideal de la Sèrie A d'Itàlia del 2014 pel diari esportiu més prestigios d'aquest país.
El 25 de maig Paulo Dybala va jugar el seu últim partit al USC Palerm va ser derrota davant l'ACF ACF Fiorentina, però el cordovès que va ser titular i capità del seu equip va ser acomiadat com un veritable ídol.

### Juventus FC
El 14 de juliol de 2015, va ser presentat oficialment al club. El club el va donar el dorsal núm.21, utilitzat anteriorment per jugadors com Andrea Pirlo i Zinedine Zidane ell va declarar "Aquest és un gran pas per la meva carrera, on espero créixer encara més i convertir-me en un gran jugador. M'alegra saber que la Juve ha fet una gran inversió per mí".
El 25 de juliol, Paulo debuta amb la samarreta de la Juve, en un amistós davant el Borussia Dortmund, el qual l'equip italià cauria per 2-0. En aquest partit, va jugar 45 minuts.
El 15 de setembre, Paulo debuta a la Lliga de Campions pel grup D, entran per Mario Mandžukić en la victòria del seu equip 1-2 en contra el Manchester City.
El 4 de desembre la Juventus va aconseguir el seu cinquè triomf seguit en Sèrie A contra el conjunt romà de la SS Lazio, per 2-0 com a visitant, Dybala va ser una de les grans figures del partit va fer el segon gol.
El 23 febrer 2016 marca el seu primer gol a la Champions League en els vuitens de final, davant el Bayern Múnich. Dos mesos després Paulo Dybala declina l'oferta del Reial Madrid que hauria preparat una oferta d'uns 80 milions d'euros per aquest futbolista.

### Selecció argentina
Dybala va ser convocat pel cos tècnic de la selecció Juvenil de l'Argentina comandada per Walter Perazzo a la preselecció sub-20 que competiria tant al Mundial de Colombia com en els Jocs Panamericans de Guadalajara i encara que finalment no va quedar en els planters definitius - pel fet que el torneig de la B nacional estava en disputa i ell era un jugador fonamental per a l'equip  el seguiment del seu joc per part dels formadors juvenils ha estat una constant.
El 22 de setembre de 2015, Paulo Dybala va ser convocat per l'entrenador Gerardo Martino per als dos primers partits de la Classificació de Conmebol per a la Copa Mundial de Futbol de 2018 reemplaçant a Gonzalo Higuaín per a les trobades contra la Selecció de l'Equador i Paraguai respectivament. El dia 13 d'octubre, Paulo Dybala va debutar amb la Selecció Argentina entrant en el segon temps per la segona data de les Eliminatòries reemplaçant a Carlos Tévez en l'empat 0 a 0 enfront de la selecció de Paraguai.

## Palmarès
US Palermo
- 1 Serie B: 2013-14.

Juventus FC
- 5 Serie A: 2015-16, 2016-17, 2017-18, 2018-19, 2019-20.
- 4 Copes italianes: 2015-16, 2016-17, 2017-18, 2020-21
- 3 Supercopes italianes: 2015, 2018, 2020.

Selecció argentina
- 1 Copa del Món: 2022[3]
- 1 Copa de Campions Conmebol-UEFA: 2022[4]